# 丸井寧子
丸井 寧子（まるい ねこ）は日本の女性声優。主にアダルトゲームに声をあてている。

## 出演作品
太字は主役・メインキャラクター

### ゲーム
2006年
- 巨乳天使フレイティア（小川沙也香）[2]
- ゴア・スクリーミング・ショウ（二階堂 真美、呉仁町のみなさん、坂城学園教諭、少年達）
- メンアットワーク!4 ハンター達よ永遠に-（ミレーユ＝カレ）[3]
- Relict2 〜エピソード・ムーン〜（メロウ）[4]

2007年
- 監禁陵辱調教 葉月&美緒（姫宮葉月）[5]
- 痴漢車両1号車 〜崎京線〜（汐見薫）[6]
- hide mind（桧山真由美）
- ハラマセテ人妻（蝦原倖）[1]

2008年
- 今日からプリンス（クリステル）[7]
- 必殺シゴキ人 〜神聖巨乳巫女斬り〜（松原彩音）[8]

2009年
- ハラマセテ人妻2（叶つばめ）[9]

2014年
- フラテルニテ（小西千喜、菅原理恵、園田静子）[10]